# Moncel-lès-Lunéville
Moncel-lès-Lunéville ist eine französische Gemeinde mit 612 Einwohnern (Stand 1. Januar 2022) im Département Meurthe-et-Moselle in der Region Grand Est (vor 2016 Lothringen). Sie gehört zum Arrondissement Lunéville und zum Kanton Lunéville-2. Die Einwohner nennen sich Moncellois(es).

## Geografie
Die Gemeinde liegt etwa 29 Kilometer südöstlich von Nancy im Süden des Départements Meurthe-et-Moselle. Nachbargemeinden sind Lunéville im Nordwesten und Norden, Croismare im Norden, Marainviller im Nordosten, Saint-Clément im Osten, Laronxe im Südosten, Fraimbois im Süden sowie Hériménil im Südwesten und Westen. Die Gemeinde besteht aus dem Dorf Moncel-lès-Lunéville sowie Einzelgehöften. Der Fluss Meurthe durchquert Moncel-lès-Lunéville und bildet streckenweise die Gemeindegrenze. Weite Teile der Gemeinde bedeckt das Waldgebiet Forêt Domaniale de Mondon. Westlich der N59, an der Meurthe, liegt ein ehemaliges Sumpfgebiet mit zahlreichen Teichen und Seen.

## Geschichte
Die heutige Gemeinde wird 1130 in der lateinischen Form Wuadum de Monces (in der Bedeutung Mönchszelle) erstmals in einem Dokument erwähnt. Der heutige Ortsteil Beaupré wurde 1135 als Zisterzienser-Abtei gegründet. Moncel-lès-Lunéville gehörte historisch zum Herzogtum Lothringen, das 1766 an Frankreich fiel. Bis zur Französischen Revolution lag die Gemeinde dann im Grand-gouvernement de Lorraine-et-Barrois. Von 1793 bis 1801 war die Gemeinde dem Distrikt Lunéville und dem Kanton Lunéville zugeteilt. Von 1801 bis 2015 war sie Teil des Kantons Lunéville-Sud-Est (der 1825 zum Kanton Lunéville-Sud wurde). Seit 1801 ist Moncel-lès-Lunéville zudem dem Arrondissement Lunéville zugeordnet. Die Gemeinde lag bis 1871 im alten Département Meurt(h)e. Seither bildet sie einen Teil des Départements Meurthe-et-Moselle. Zwischen 1800 und 1806 wurde die bis dahin eigenständige Gemeinde Beaupré eingegliedert. Diese Gemeinde gehörte von 1801 bis zur Eingemeindung zum Kanton Gerbéviller. Die Abtei von Beaupré wurde 1796 zerstört.

## Bevölkerungsentwicklung
| Jahr                                                | 1962 | 1968 | 1975 | 1982 | 1990 | 1999 | 2007 | 2019 |
| Einwohner                                           | 371  | 367  | 352  | 402  | 364  | 391  | 458  | 618  |
| Quellen: Cassini und INSEE; heutiges Gemeindegebiet |      |      |      |      |      |      |      |      |

## Verkehr
Moncel-lès-Lunéville liegt an der Bahnstrecke von Lunéville nach Saint-Dié-des-Vosges und hat eine eigene Haltestelle. Durch die Gemeinde führen die N59 und die N333 (Regionaler Teil der N4 Paris-Nancy-Strassburg). Südlich des Dorfs ist ein Autobahnkreuz der beiden Nationalstraßen. Ganz im Süden von Moncel-lès-Lunéville besteht ein weiterer Vollanschluss. Für den regionalen Verkehr ist die D590 wichtig, die durch das Dorf führt.

## Sehenswürdigkeiten
- Dorfkirche Saint-Martin aus dem 18. Jahrhundert mit Kirchturm von 1944
- Denkmal und Gedenkplatte für die Gefallenen[3][4]
- mehrere ausgedehnte Bauerngüter (Ferme de la Petite Pologne, Ferme de Beaupré, Ferme de Mondon, Ferme de Mississipi)
- wenige Überreste der ehemaligen Zisterzienser-Abtei von Beaupré

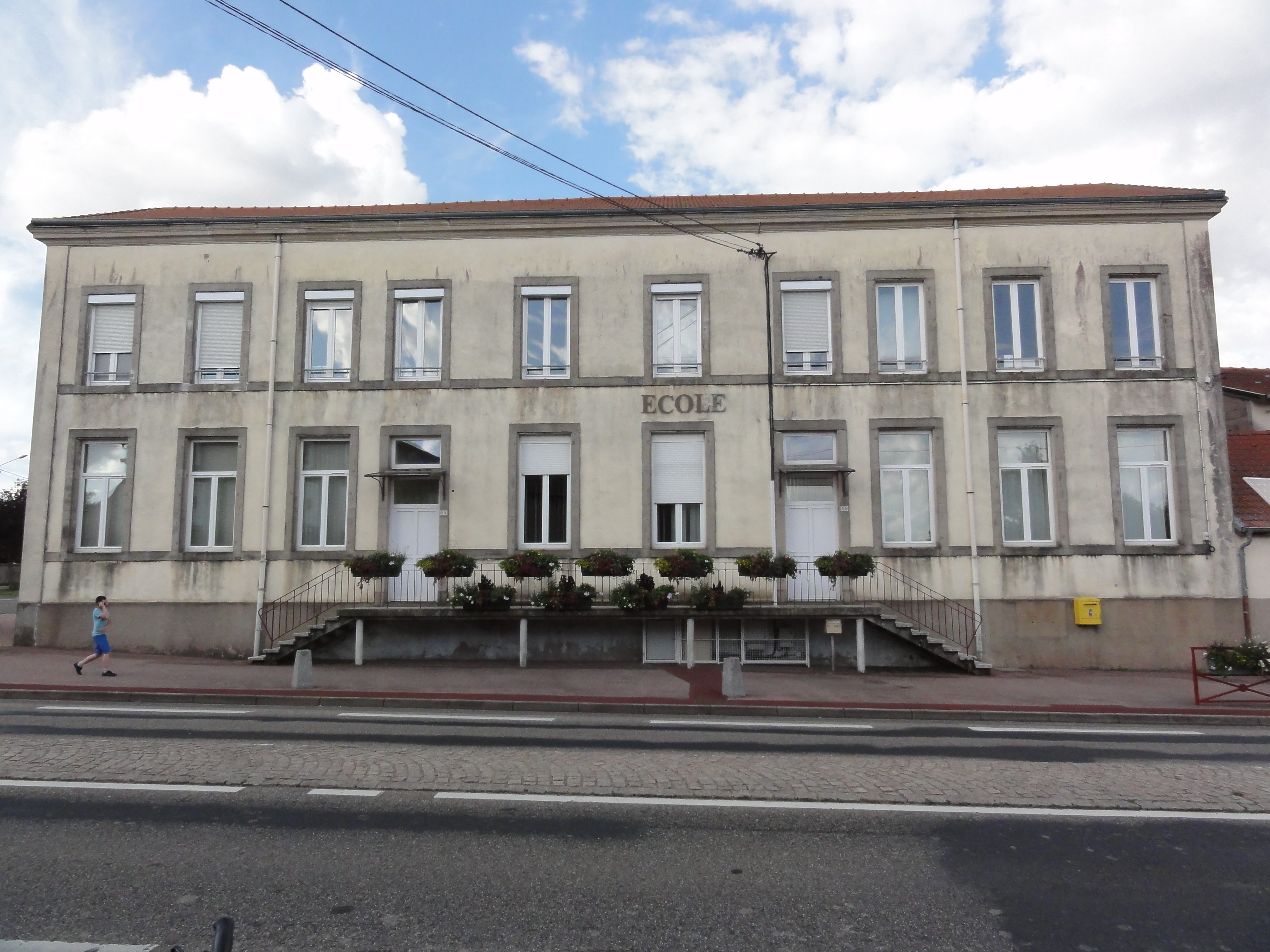
Die Dorfschule
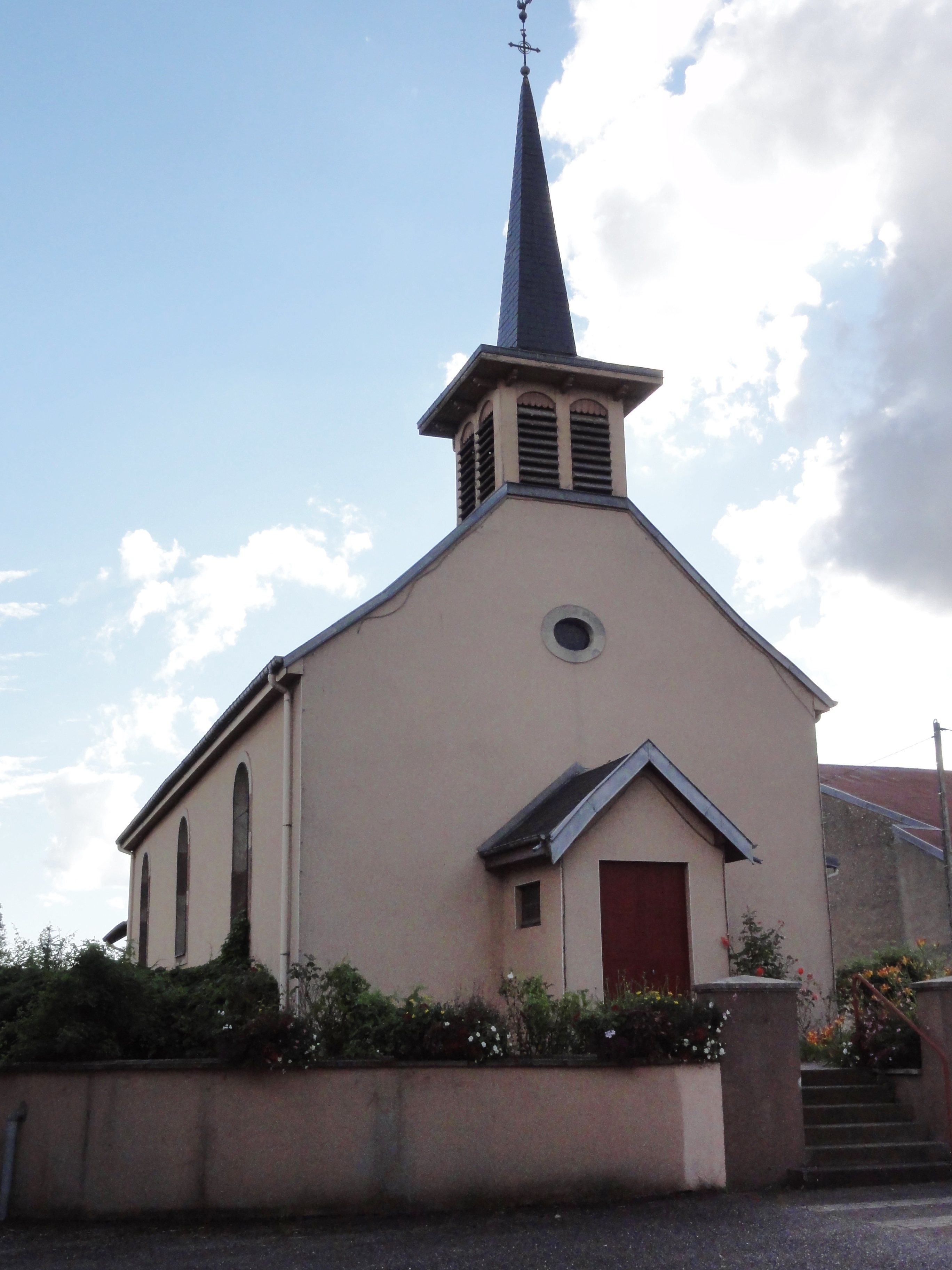
Dorfkirche Saint-Martin
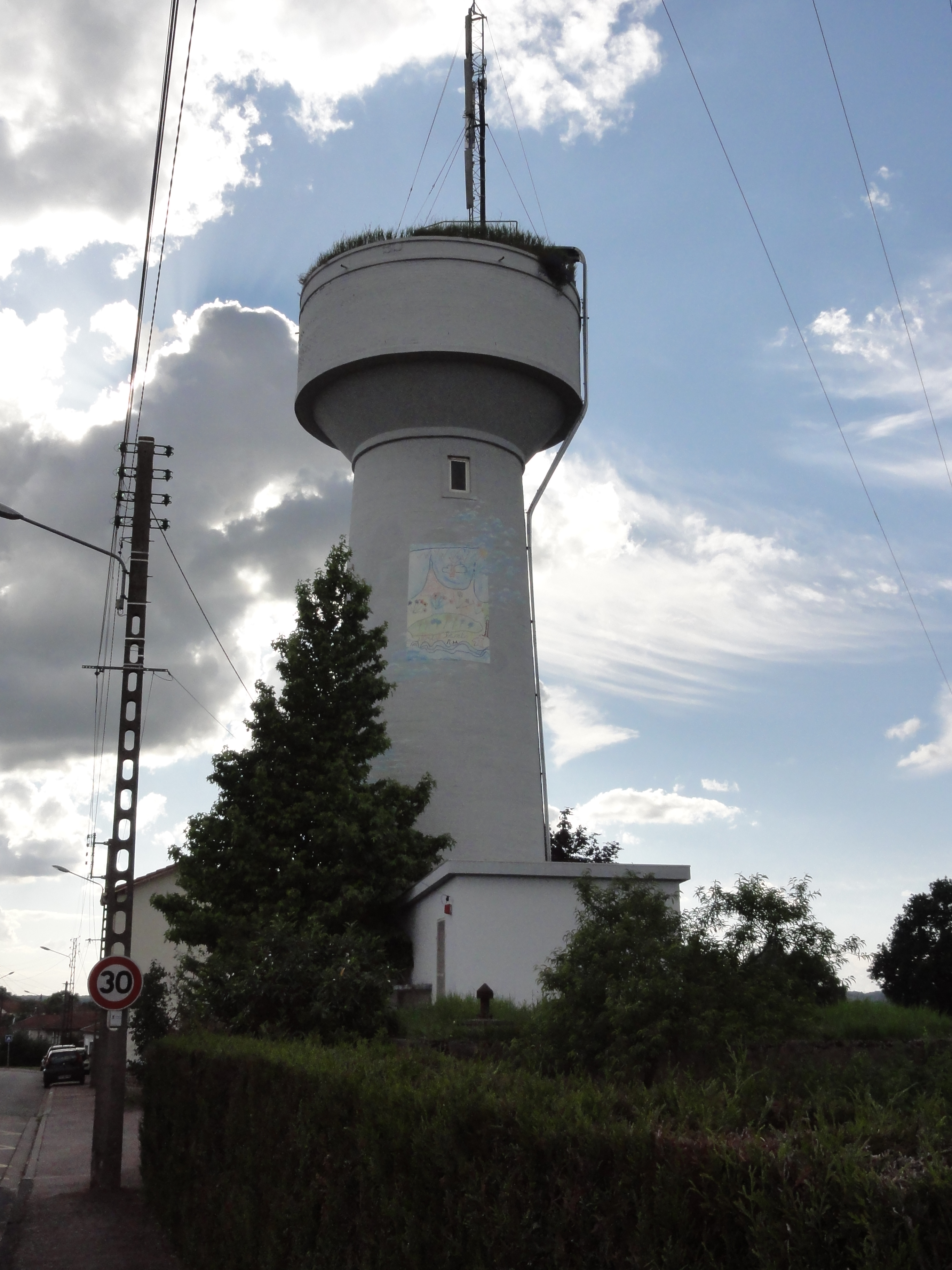
Wasserturm
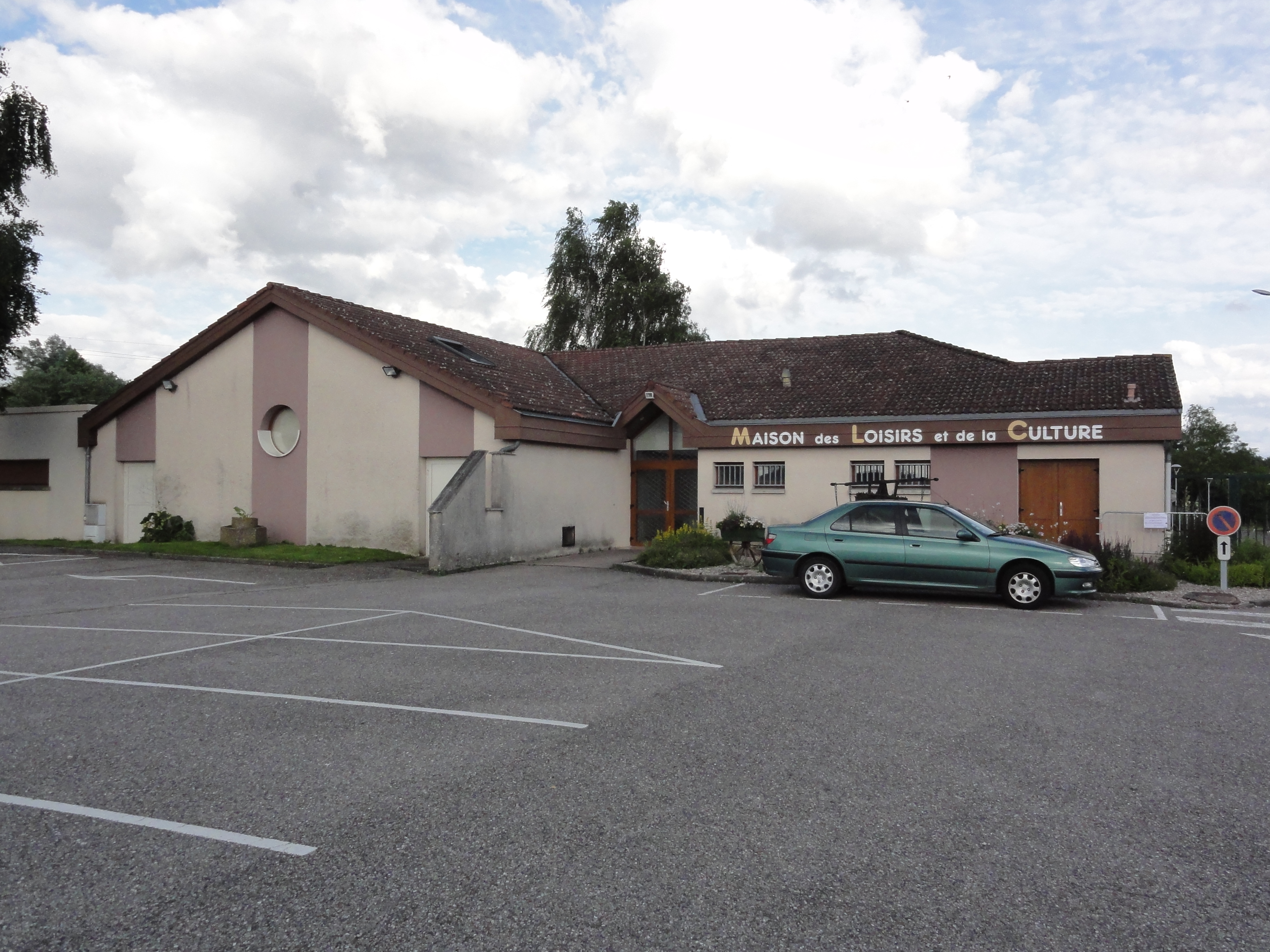
Gemeindezentrum